# Calor de vaporització

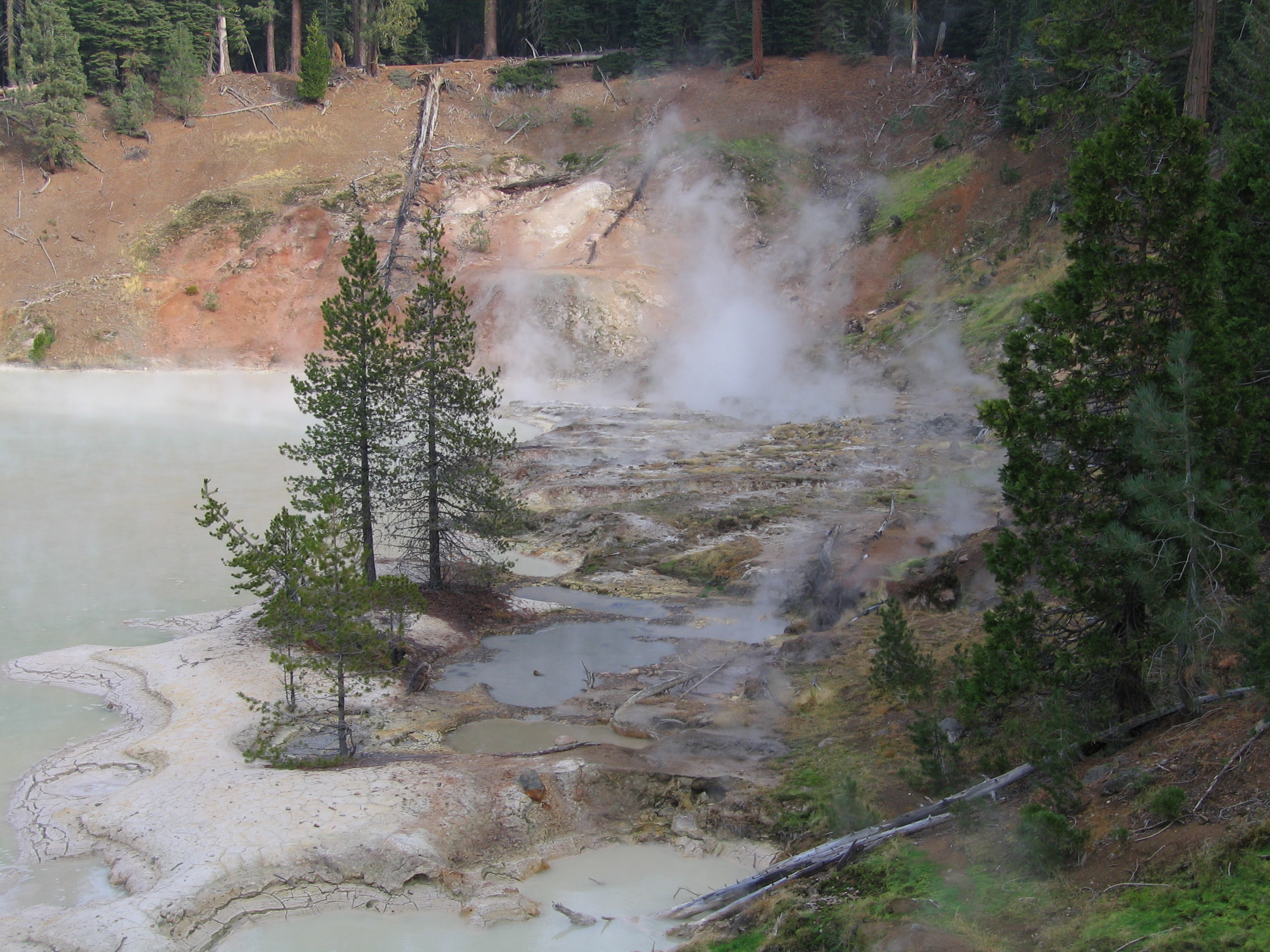
Evaporació d'aigua al Boiling Springs Lake, Carolina del Nord, EUA.

La calor de vaporització o entalpia de vaporització, simbolitzada {\displaystyle \Delta _{\rm {vap}}H} o {\displaystyle \Delta _{\rm {l}}{}^{\rm {g}}H}, és la quantitat d'energia necessària perquè una determinada quantitat d'una substància pura passi de l'estat líquid a l'estat gasós a temperatura i pressions constants. Habitualment la quantitat de substància és un mol, i hom parla d'entalpia molar de vaporització, la temperatura és la temperatura d'ebullició i la pressió és una atmosfera. Les unitats utilitzades per a aquesta propietat s'indiquen en kJ/mol.
Termodinàmicament, l'entalpia molar de vaporització {\displaystyle \Delta _{\rm {vap}}H_{\rm {m}}} es correspon a la diferència entre l'entalpia molar d'una substància en estat gasós {\displaystyle H_{\rm {m}}{\rm {(g)}}} i l'entalpia molar de la mateixa substància en estat líquid {\displaystyle H_{\rm {m}}{\rm {(l)}}}:
{\displaystyle \Delta _{\rm {vap}}H_{\rm {m}}=H_{\rm {m}}{\rm {(g)}}-H_{\rm {m}}{\rm {(l)}}}A partir de la definició d'entalpia {\displaystyle H\equiv U+PV} es pot relacionar l'entalpia de vaporització amb l'increment de l'energia interna {\displaystyle \Delta _{\rm {vap}}U} de la substància mitjançant la següent equació:
{\displaystyle \Delta _{\rm {vap}}H_{\rm {m}}=\Delta _{\rm {vap}}U_{\rm {m}}+P\Delta V_{\rm {m}}}
| Compost     | {\displaystyle T_{\rm {e}}} (°C) | Entalpia de vaporització a la {\displaystyle T_{\rm {e}}} (kJ mol−1) |
| ----------- | -------------------------------- | -------------------------------------------------------------------- |
| Aigua       | 100                              | 40,65                                                                |
| Acetona     | 56                               | 29,10                                                                |
| Amoníac     | -33                              | 23,33                                                                |
| Fosfà       | -88                              | 14,6                                                                 |
| Benzè       | 80                               | 30,72                                                                |
| Metà        | -161                             | 8,19                                                                 |
| Età         | -88,6                            | 14,69                                                                |
| Propà       | -42                              | 19,04                                                                |
| Butà        | -1                               | 22,44                                                                |
| Hidrogen    | -252,87                          | 0,90                                                                 |
| Heli        | -268,93                          | 0,08                                                                 |
| Neó         | -246,08                          | 1,71                                                                 |
| Argó        | -185,85                          | 6,43                                                                 |
| Mercuri     | 356,73                           | 59,11                                                                |
| Metanol     | 64                               | 35,21                                                                |
| Etanol      | 78                               | 38,56                                                                |
| Propan-1-ol | 97                               | 41,44                                                                |
| Or          | 2836                             | 324                                                                  |
| Plom        | 1749                             | 179,5                                                                |
| Alumini     | 2519                             | 294                                                                  |
| Clor        | -34,04                           | 20,41                                                                |
| Brom        | 58,8                             | 29,96                                                                |
| Fluor       | -188,11                          | 9,92                                                                 |
| Iode        | 184,4                            | 41,57                                                                |

on {\displaystyle P} és la pressió externa que es manté constant durant el procés; {\displaystyle \Delta V_{\rm {m}}} és la variació de volum molar que experimenta la substància en passar de líquid a gas; i {\displaystyle P\Delta V_{\rm {m}}} és el treball d'expansió que realitza la substància contra la pressió externa, que es pot substituir per {\textstyle RT} suposant que el vapor es comporta com un gas ideal que compleix l'equació d'estat {\textstyle PV=nRT}, on {\displaystyle n} = 1 mol, {\textstyle R} és la constant dels gasos (8,3145 J/K mol) i {\textstyle T} la temperatura absoluta, si la pressió externa no és excessivament elevada.

## Factors de què depèn
Prop del punt d'ebullició, les entalpies molars de vaporització varien des d'uns pocs centenars de joules per a heli i hidrogen fins a megajoules per a compostos iònics i covalents. Per als metalls, les entalpies de vaporització varien des d'uns 60 kJ∙mol–1 per al mercuri a diversos centenars de kilojoules per mol de tungstè. Per als compostos moleculars, l'entalpia de vaporització sol ser inferior a 100 kJ∙mol–1.
L'entalpia de vaporització és l'energia que s'ha d'aportar des de l'exterior del sistema a un líquid per rompre les forces intermoleculars que mantenen unides les seves molècules. La diferència d'entalpies de vaporització d'unes substàncies i d'altres depèn del tipus d'interacció intermolecular que presentin les substàncies. Com més intensa sigui més energia cal aportar. Per exemple, l'aigua té una entalpia molar de vaporització més elevada que l'acetona a la mateixa temperatura (a 25 °C valen 43,98 kJ/mol i 30,99 kJ/mol, respectivament) perquè per evaporar aigua cal rompre enllaços per pont d'hidrogen, que són les forces intermoleculars més intenses, mentre que a l'acetona s'han de rompre forces de van der Waals del tipus dipol-dipol, més febles.
Per a substàncies amb el mateix tipus de força intermolecular depèn de la seva intensitat, a més intensitat més entalpia de vaporització; i de la massa molecular, a major massa molecular és més difícil (requereix més energia) posar en moviment les molècules, ja que presenten més inèrcia, i per aquesta raó l'entalpia de vaporització és més elevada. Per exemple en els hidrocarburs metà {\textstyle {\ce {CH4}}}, età {\textstyle {\ce {C2H6}}} i propà {\displaystyle {\ce {C3H8}}}, de masses moleculars 16, 30 i 44, les entalpies de vaporització augmenten igual que les masses moleculars (14,69 kJ/mol, 19,04 kJ/mol i 22,44 kJ/mol, respectivament).

## Dependència de la temperatura

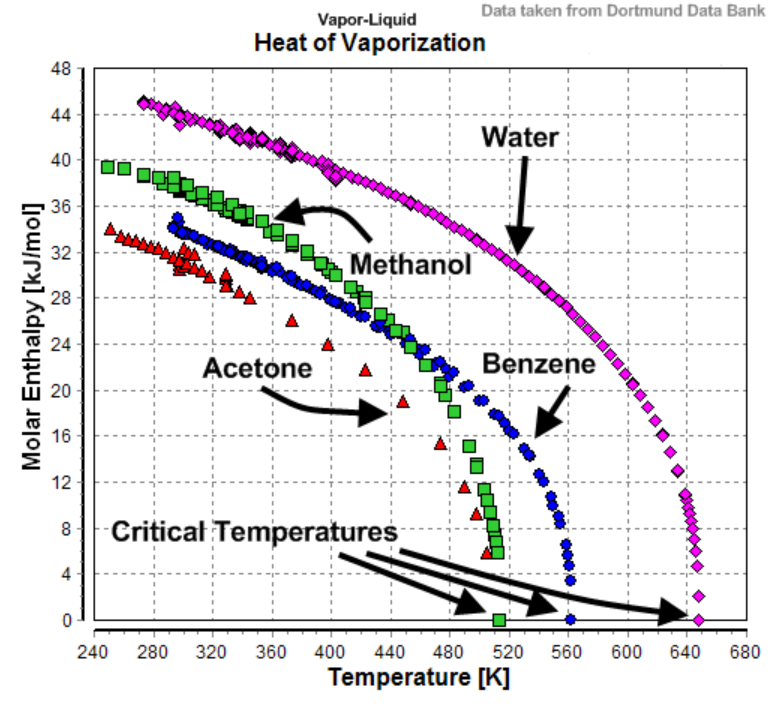
Variació de l'entalpia de vaporització amb la temperatura de l'acetona, el metanol, el benzè i l'aigua.

L'entalpia de vaporització depèn de la temperatura disminuint amb ella i arriba a ser zero quan s'assoleix la temperatura crítica {\displaystyle T_{\rm {c}}} de la substància, on ja no es pot diferenciar l'estat líquid del gasós. Per exemple, per a l'aigua a 100 °C (punt d'ebullició), val 40,65 kJ/mol i a 25 °C és només un 8,2 % superior, 43,98 kJ/mol. Aquests valors signifiquen que, per exemple a 25 °C es necessita aportar 43,98 kJ de calor per evaporar 1 mol (18,02 g) d'aigua pura en estat líquid. La calor de vaporització de l'aigua és un valor força gran, cinc vegades l'energia necessitada per escalfar l'aigua de 0 a 100 graus Celsius.
Les entalpies de vaporització a dues temperatures diferents {\displaystyle T_{1}} i {\displaystyle T_{2}} es poden relacionar a partir de la fórmula empírica del físic estatunidenc Kennet M. Watson (1921-2023), la qual permet obtenir el valor a una temperatura si se'n coneix el valor a l'altra i la seva temperatura crítica {\displaystyle T_{\rm {c}}}:
{\displaystyle {\frac {\Delta _{\rm {vap}}H_{\rm {T_{2}}}}{\Delta _{\rm {vap}}H_{\rm {T_{1}}}}}={\biggl (}{\frac {T_{\rm {c}}-T_{2}}{T_{\rm {c}}-T_{1}}}{\biggr )}^{0.38}}

## Determinació teòrica
L'entalpia de vaporització varia poc amb la temperatura, per la qual cosa per determinar-la es pot emprar l'equació de Clausius-Clapeyron que utilitza els valors de dues temperatures {\displaystyle T_{1}} i {\displaystyle T_{2}} i les corresponents pressions de vapor {\displaystyle p_{1}} i {\displaystyle p_{2}}, amb la condició que la diferència de temperatures no sigui elevada i suposant que el vapor es comporta com un gas ideal:
{\displaystyle \ln {\frac {p_{2}}{p_{1}}}\approx -{\frac {\Delta _{\rm {vap}}H}{R}}{\biggl (}{\frac {1}{T_{2}}}-{\frac {1}{T_{1}}}{\biggr )}}
on {\displaystyle R} és la constant dels gasos (8,3145 J/K mol).

Per altra banda, diferents fórmules s'han proposat per calcular teòricament entalpies de vaporització {\displaystyle \Delta _{\rm {vap}}H}, en J/mol, a la temperatura d'ebullició {\displaystyle T_{\rm {e}}}. La més simple és la regla de Trouton, enunciada pel químic suís Amé Pictet (1857-1937) l’any 1876 i estudiada sistemàticament pel físic irlandès Frederick T. Trouton (1863-1922) l’any 1884, que la relaciona amb la temperatura d'ebullició en kelvins. Dona valors prou bons pels elements químics, però és massa simple per a la majoria dels composts líquids:
{\displaystyle \Delta _{\rm {vap}}H=88\,T_{\rm {e}}}

Entalpies de vaporització en blau respecte de la temperatura d'ebullició dels elements químics, a un gràfic amb escales logarítmiques, que demostra la regla de Trouton. L'equació de Trouton en logaritmes és:, o bé:.

El 1954 L. Riedel proposà la següent equació més concordant amb els valors reals:
{\displaystyle \Delta _{\rm {vap}}H=1,\!093\,R\,T_{\rm {e}}{\frac {\ln P_{\rm {c}}-1,\!013}{0,\!93-T_{\rm {e}}/T_{\rm {c}}}}}
on {\displaystyle R} és la constant dels gasos (8,3145 J/K mol), {\displaystyle T_{\rm {c}}} és la temperatura crítica i {\displaystyle P_{\rm {c}}} és la pressió crítica.
Per altra banda, el 1965 N.H. Chen publicà una expressió més elaborada:
{\displaystyle \Delta _{\rm {vap}}H=R\,T_{\rm {e}}{\frac {3,\!978\,T_{\rm {e}}/T_{\rm {c}}-3,\!958+1,\!555\ln {P_{\rm {c}}}}{1,\!07-T_{\rm {e}}/T_{\rm {c}}}}}

## Determinació experimental

### Calorímetres de condensació
Els calorímetres d'aquest tipus s'utilitzen per determinar la calor alliberada durant la condensació del vapor. Una configuració experimental que implementa aquesta tècnica implica un bescanviador de calor, en el qual la calor alliberada durant la condensació es transfereix a un fluid refrigerant la capacitat calorífica del qual es coneix amb precisió. L'entalpia de vaporització s'avalua a partir dels balanços de massa i energia fent servir les temperatures d'entrada i sortida del refrigerant, el seu cabal i la velocitat de condensació del compost estudiat.

### Calorímetre d'ebullició líquida de referència
El principi de funcionament d'aquest instrument és similar al del calorímetre de condensació. La diferència principal és que la calor alliberada s'empra per a la vaporització del refrigerant a pressió ambient. Així, la calor de condensació d'un líquid estudiat es converteix en l'entalpia de vaporització d'un líquid de referència. En aquest aparell s'eviten problemes deguts al refredament de les fases vapor i líquida en el calorímetre de condensació.

### Calorímetres de vaporització
Els calorímetres de vaporització moderns funcionen en condicions isotèrmiques (o quasi isotèrmiques) i la calor absorbida durant la vaporització del líquid es compensa per escalfament elèctric o es determina amb precisió amb detectors sensibles. Les incerteses estàndard de les entalpies de vaporització obtingudes amb aquests instruments poden ser tan petites com el 0,2 %. A més, aquestes tècniques no requereixen paràmetres de líquids de referència i es poden aplicar en amplis intervals de temperatura i pressió. Per exemple, es van determinar les entalpies de vaporització de l'aigua a una pressió saturada de 3,5 MPa, a prop del punt crític.

## Relació amb altres propietats

### Constant ebullioscòpica
La constant ebullioscòpica {\displaystyle E_{\rm {b}}} està relacionada amb l'entalpia molar de vaporització a la temperatura d'ebullició {\displaystyle T_{\rm {e}}} del dissolvent:
{\displaystyle E_{\rm {b}}={\frac {RT_{\rm {e}}^{2}M}{\Delta _{\rm {vap}}H}}}on {\displaystyle M} és la massa molecular del dissolvent i {\displaystyle R} és la constant dels gasos.

### Paràmetre de solubilitat
El paràmetre de solubilitat {\displaystyle \delta } proporciona una estimació quantitativa del grau d'interacció entre materials, reflecteix l'energia cohesiva d'un material. Materials amb valors de {\displaystyle \delta } similars tendeixen a ser miscibles. És, per tant, àmpliament utilitzat en ciència i en aplicacions pràctiques en cercar un dissolvent adequat. Hi ha diverses aproximacions per a l'estimació del {\displaystyle \delta }, que han donat lloc a la definició de diferents paràmetres de solubilitat, entre els quals destaca el paràmetre de solubilitat d'Hildebrand, proposat pel químic estatunidenc Joel Henry Hildebrand (1881-1883):
{\displaystyle \delta ^{2}={\frac {\Delta _{\rm {vap}}H-R\,T}{V_{\rm {m}}}}}on {\displaystyle V_{\rm {m}}} és el volum molar, {\displaystyle T} la temperatura absoluta i {\displaystyle R} és la constant dels gasos.

### Entalpia molar d'hidratació
L'entalpia molar d'hidratació {\displaystyle \Delta _{\rm {hid}}H^{\infty }} es defineix com el canvi d'entalpia que experimenta un mol d'un gas ideal quan es dissol en una quantitat infinita d'aigua. Un altre terme per a aquesta quantitat és entalpia o calor de solvatació en aigua a dilució infinita. L'entalpia d'hidratació influeix en la distribució d'un compost volàtil entre la fase de solució aquosa i l'aire i, per tant, és important en camps com les ciències ambientals, la geoquímica i l'enginyeria química. Es relaciona amb l'entalpia de dissolució del líquid o del sòlid i l'entalpia de vaporització amb la relació:
{\displaystyle \Delta _{\rm {hid}}H^{\infty }=\Delta _{\rm {sol}}H^{\infty }-\Delta _{\rm {vap}}H}